# 正野三郎
正野 三郎（しょうの さぶろう　1922年（大正11年）3月10日 -　）は埼玉県与野市（現さいたま市）出身の実業家・文筆家。
知己であった与野市議会議員（のちに埼玉県議会議員）の井原弥一郎（元与野市長・井原勇の実兄）と共に食品スーパーマーケット経営の（株）与野フードセンターを創業。
与野フードの専務や社長・会長等を歴任する一方で、日本全国の中小スーパーを組織化。ボランタリーチェーンである協同組合セルコチェーン（全国セルコグループ）を設立し20年近く代表を務めた他、全国スーパーマーケット協会の副理事長も務めた。
現役の経営トップだった時代だけではなく経営の一線から退いた後も文筆活動に精力的に取り組み、食品小売業の経営哲学や井原弥一郎初代社長・与野フード従業員らとのエピソード等を多く含んだ与野フード社史も兼ねた自伝・回顧録や、少年時代の円阿弥（えんなみ）地域での思い出を基に執筆した児童書など5冊の書籍を出版した。

## 略歴
埼玉県与野市生まれ。1936年（昭和11年）4月　埼玉県立浦和中学一年から陸軍幼年学校入学。1942年（昭和17年）5月　陸軍士官学校卒業、終戦時陸軍大尉。1946年（昭和21年）4月　法政大学入学、1949年（昭和24年）3月、同大学経済学部卒、その後国立埼玉療養所で闘病生活を送り、1957年（昭和32年）2月退所、同年3月より福永健司代議士の秘書を務める。
1960年（昭和35年）10月1日   （株）与野フードセンター設立、専務取締役に就任。1978年（昭和53年）3月　与野フードセンター代表取締役社長に就任。
1982年（昭和57年）11月　「全国セルコグループ運営本部」が発足し、代表に就任。1983年（昭和58年）4月　与野フードセンター創業20周年の記念事業として地域住民の為の武道場「一心館」を移転（現さいたま市中央区本町東→現さいたま市中央区新中里）の上、再建。1986年（昭和61年）5月　与野フードセンター代表取締役会長に就任。
1998年（平成10年）10月　初代社長井原弥一郎の長男・井原實の与野フードセンター代表取締役社長就任を機に、経営の一線から退く。以後は会長としての講話等を通じて、若手社員や幹部候補など後進の育成に力を注ぐ。2001年（平成13年）1月　セルコチェーン設立40周年記念式典で中小小売商業の近代化に努めてきた功績が認められ、元理事長である正野を含む3氏が中小企業庁長官賞を受賞。
セルコグループ設立メンバーとして1993年（平成5年）の退任まで、関東セルコ代表取締役社長、（株）日本セルコ代表取締役社長、(協) セルコチェーン理事長等を務めた。与野フード会長を退き最高顧問を務めた後、健康状態の悪化等により退任。その後2008年（平成20年）2月、85歳の時に最後の著作『かぶとむしの森　続・ぶしゅうえんなみむら』を出版した。

## 著作
- 『手探りの航海』1981年（昭和56年）　出版：セルフニューズ社出版事業部　（ISBN不明）

　　―与野フードの創業20周年に当たり社史として執筆。序文で「社歴二十年は人間でいえば少年時代で、年代記を書くには若過ぎる。よって私は少年与野フードがいかに生きてきたかを書くことにした。（中略）したがって私は、創業者が何を考え、何をしたか、それがどのような結果を招いたかを書くことを、この稿の主眼とした。私があえて一人称を用いてこの社史を書いたのは、そのためである」と執筆の意図を記している。
- 『手さぐりの航海』（上記『手探りの航海』の増補改訂版）1990年（平成2年）10月　出版：オフィス2020　ISBN：490045205X

　　―セルコチェーン・福田国幹専務理事の勧めにより発刊。表紙カバー折り返しにはダイエー・中内功会長兼社長の推薦文が記されている。巻末に「与野フードセンター30年の歩み」として1960年（昭和35年）～1990年（平成2年）の流通業界の出来事や社会の動きも併記した年表が掲載されている。　　
- 『ぶしゅう　えんなみむら　―わんぱく少年ものがたり』1998年（平成10年）1月　出版：さきたま出版会　ISBN：4878913428

- 『ある創業者の遺言』2002年（平成14年）12月　出版：さきたま出版会　（ISBN不明）

　　ー加齢や持病の悪化により車椅子等の使用も余儀なくされる日々の中で、経営者人生の総仕上げとして『手さぐり～』よりも一段と自身の記憶や見解、当時の感情に重きをおいて執筆された回顧録。定期的に行われた若手社員や幹部候補への講話「会長教育」の資料としても使用された。
- 『かぶとむしの森　続・ぶしゅうえんなみむら』2008年（平成20年）2月　出版：さきたま出版会　ISBN：4878913877